# بمب ب۶۱

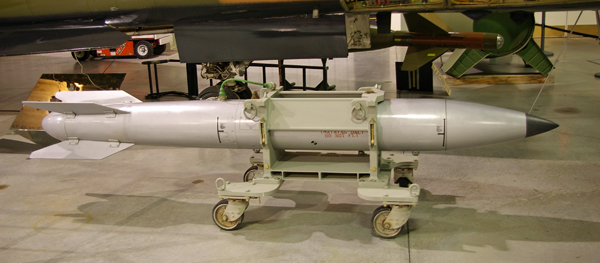

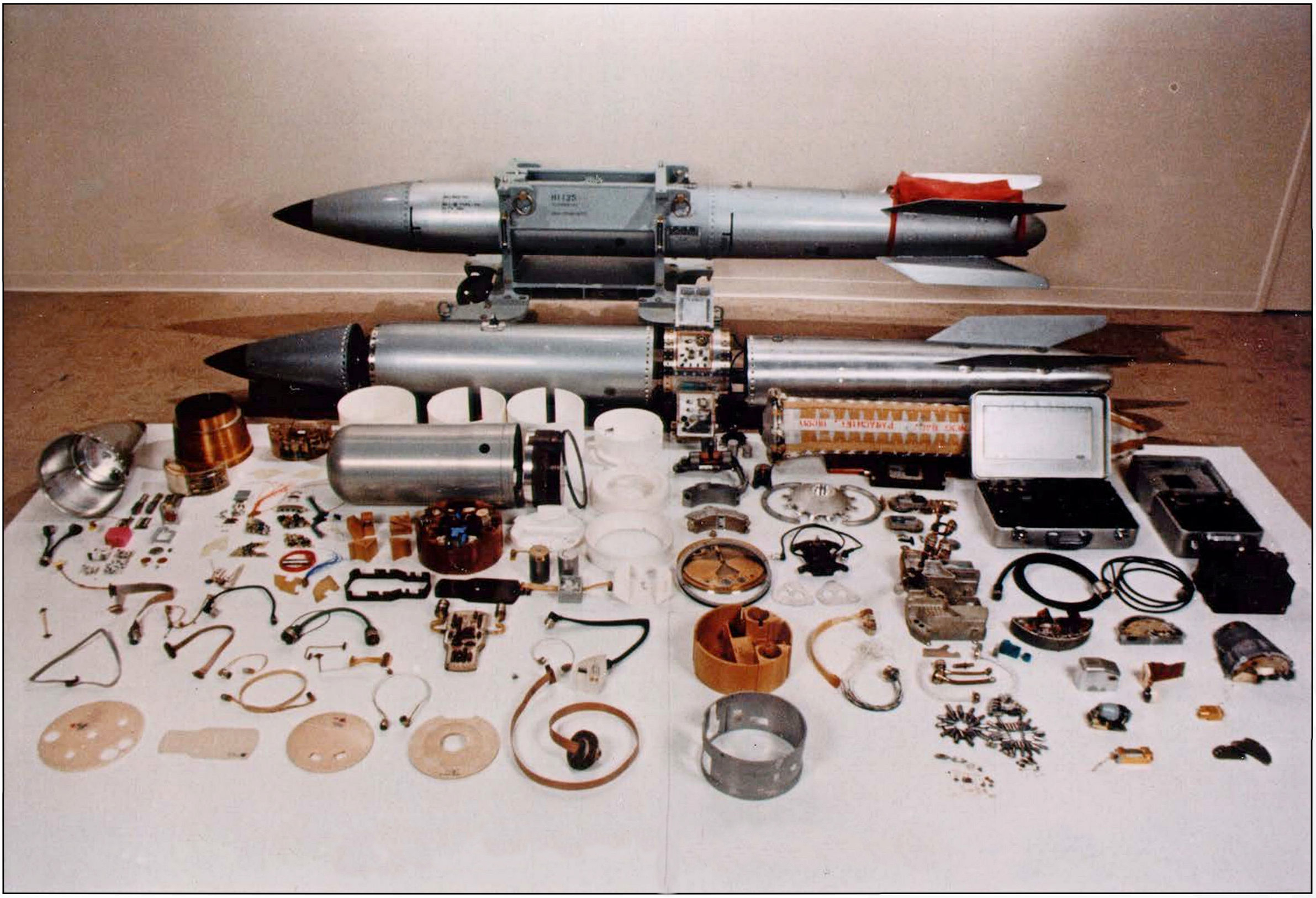
بمب ب۶۱ و اجزای آن

بمب هسته‌ای ب۶۱ مهم‌ترین و رایج‌ترین سلاح هسته‌ای در زرادخانه هسته‌ای بعد از جنگ سرد آمریکا است. این بمب قابلیت تنظیم قدرت انفجاری از معادل ۰٫۳ کیلوتن تا ۳۴۰ کیلو تن تی‌ان‌تی را دارد و برای پرتاب توسط هواپیماهای پرسرعت ساخته شده‌است. طول این سلاح ۳٫۵۸ متر و قطر آن در حدود ۳۳ سانتی‌متر و وزن مدل پایه آن ۳۲۰ کیلوگرم است.
هواپیماهایی که توانائی حمل و پرتاب این بمب را دارند عبارت‌اند از:
- بمب‌افکن ب۱
- بمب‌افکن ب۲
- بمب‌افکن ب۵۲
- شکاری بمب‌افکن اف‌ب-۱۱۱
- شکاری اف-۱۱۱
- شکاری اف-۱۰۰
- شکاری بمب‌افکن اف-۱۰۴
- شکاری بمب‌افکن اف-۱۰۵
- شکاری بمب‌افکن اف-۴
- آ-۴
- آ-۶
- آ-۷
- اف-۱۵
- اف-۱۵ ئی
- اف-۱۶
- اف/آ-۱۸
- اف-۱۱۷ (هرچند برخی منابع گفته‌اند که این هواپیما برای حمل جنگ‌افزار اتمی طرح نشده‌است)
- تورنادو
- احتمالاً اف/آ-۲۲ و اف-۳۵ نیز توانائی حمل این سلاح را روی پایه‌های بیرونی خواهند داشت.

گفته می‌شود بیش از سه هزار قبضه از این بمب تولید شده‌است و بیش از هزار قبضه آن به حالت آماده استفاده قرار دارد. حدود ۴۸۰ قبضه از آن در کشورهای بریتانیا، آلمان و ترکیه در اختیار نیروی هوائی آمریکا قراردارد.

## انواع
ب۶۱-۱۱
بمب هسته‌ای ب۶۱–۱۱ مدل سنگرشکن این بمب است که توانائی نفوذ به عمق زمین یا سوراخ کردن دیوارهای قطور بتنی را دارد.
بخش انفجاری این سلاح همان بمب ب۶۱ است و موتور موشکی و بدنه ویژه آن که گفته می‌شود از فولاد سخت شده تهیه شده به آن توانائی نفوذ به عمق را می‌دهد.
در آوریل ۲۰۰۶ سخنان بسیاری در مورد احتمال کاربرد این بمب از طرف آمریکا در تخریب هدف‌های هسته‌ای ایران، از جمله تأسیسات هسته‌ای نطنز، در مطبوعات و رادیو و تلویزیون‌های دنیا مطرح شد. سیمور هرش در مقاله‌ای در مجله نیویورکر این احتمال را مطرح کرد، اگر چه پیشتر نیز برخی مخالفان حمله به ایران به این امکان اشاره کرده بودند.